# El Tablazo
El Tablazo es un cerro situado en Colombia sobre la cordillera de los Andes en los municipios de Subachoque, San Francisco y Supatá, pertenecientes al departamento de Cundinamarca. Su pico máximo alcanza los 3.450 m s. n. m. y su altura mínima 3.150 m s. n. m., con una temperatura que oscila entre 8 °C  y 17 °C. La cumbre del cerro es un ecosistema de páramo con extensas áreas ocupadas por frailejones, musgos, pajonales, lagunas y caminos veredales. El efecto de la barrera natural formada por la cumbre al detener la humedad atmosférica proveniente de las tierras cálidas del norte, es el de mantener una particular niebla sobre los alrededores del lugar. 
Su parte boscosa se encuentra sobre el cerro y es de difícil acceso. En su cumbre están instaladas antenas de comunicación y una base de la policía que controla la seguridad de las instalaciones. Colinda con Supatá por el lado de la vereda Santa Bárbara, en la parte alta limita con Subachoque en la vereda el Páramo y en San Francisco de Sales con la vereda La Laja.
En el cerro el Tablazo se encuentran diversidad de especies naturales entre las cuales se destaca la rana dorada de Supatá, las orquídeas y numerosas aves que lo habitan. Además es un destino concurrido entre la comunidad aficionada al ciclismo de la región y de la capital del país por sus pronunciadas pendientes en tramos tanto pavimentados como destapados. La elevación promedio del trayecto entre el pueblo y la mayor parte transitable en bicicleta hasta la cumbre del cerro El Tablazo oscila entre el 8% y el 12%, llegando a un máximo del 17% aproximadamente en algunos tramos.